# لوكا فورت
لوكا فورت (بالإيطالية: Luca Forte)‏ هو لاعب كرة قدم إيطالي، ولد في 28 يوليو 1994 في ترييستي في إيطاليا. شارك مع منتخب إيطاليا تحت 20 سنة لكرة القدم. أما مع النوادي، فقد لعب مع نادي برو فيرتشيلي ونادي بيسكارا ونادي فاريسي.

## وصلات خارجية
- لوكا فورت على موقع قاعدة بيانات كرة القدم.إي يو (الإنجليزية)
- لوكا فورت على موقع Soccerway.com (الإنجليزية)
- لوكا فورت على موقع عالم كرة القدم.نت (الإنجليزية)
- لوكا فورت على موقع AS.com (الإسبانية)